# Justin Roiland's Solo Vanity Card Productions
Justin Roiland's Solo Vanity Card Productions! es un estudio de animación de Estados Unidos fundado por el animador y actor de doblaje Justin Roiland. El estudio es conocido por producir Rick y Morty para Adult Swim, al igual que Solar Opposites y Koala Man para Hulu.

## Filmografía

### Televisión
| Año       | Serie           | Temporadas | Episodios | Creado por                    | Distribuidor        |
| --------- | --------------- | ---------- | --------- | ----------------------------- | ------------------- |
| 2013–act. | Rick y Morty    | 6          | 61        | Justin Roiland y Dan Harmon   | Adult Swim, Netflix |
| 2018-19   | Hot Streets     | 2          | 20        | Brian Wysol                   | Adult Swim          |
| 2020-act. | Solar Opposites | 4          | 38        | Justin Roiland y Mike McMahan | Hulu                |
| 2023-act. | Koala Man       | 1          | 8         | Michael Cusack                | Hulu                |

### Especiales de Televisión
| Año  | Especial                                           |
| ---- | -------------------------------------------------- |
| 2021 | A Very Solar Holiday Opposites Special             |
| 2022 | A Sinister Halloween Scary Opposites Solar Special |
| 2022 | The Paloni Show! Halloween Special!                |